# Estación Meent
Meent es una parada de tranvía dentro de la ciudad de Amstelveen, Países Bajos. La parada se encuentra a lo largo de la línea de tranvía 25, que se denominó Amsteltram antes de recibir su número de línea. Se inauguró oficialmente el 13 de diciembre de 2020, extraoficialmente 4 días antes, el 9 de diciembre.
Meent fue anteriormente una parada de la línea 51 del metro, un servicio híbrido de metro/sneltram (tren ligero) que se inauguró en 1990. Al igual que un metro, el sneltram usaba plataformas de alto nivel. El servicio de la línea 51 del metro al sur de la Estación Amsterdam Zuid se cerró en 2019 para reconstruir estaciones con plataformas más bajas para acomodar los nuevos tranvías de piso bajo para la línea 25.
En los planes para la renovación de la línea Amstelveen, finalizada en 2020 y cuyas obras comenzaron en la primavera de 2019, se mantuvo la parada de Meent. Fue necesario construir un nuevo andén para la parada, ya que las antiguas no eran de nivel bajo y, por lo tanto, no eran aptas para los nuevos tranvías que circularían por ellas. Además, también fue necesario sustituir las marquesinas y la señalización. La nueva parada, de nivel bajo, se reabrió el 13 de diciembre de 2020 para la línea 25 (Amsteltram).

## Galería

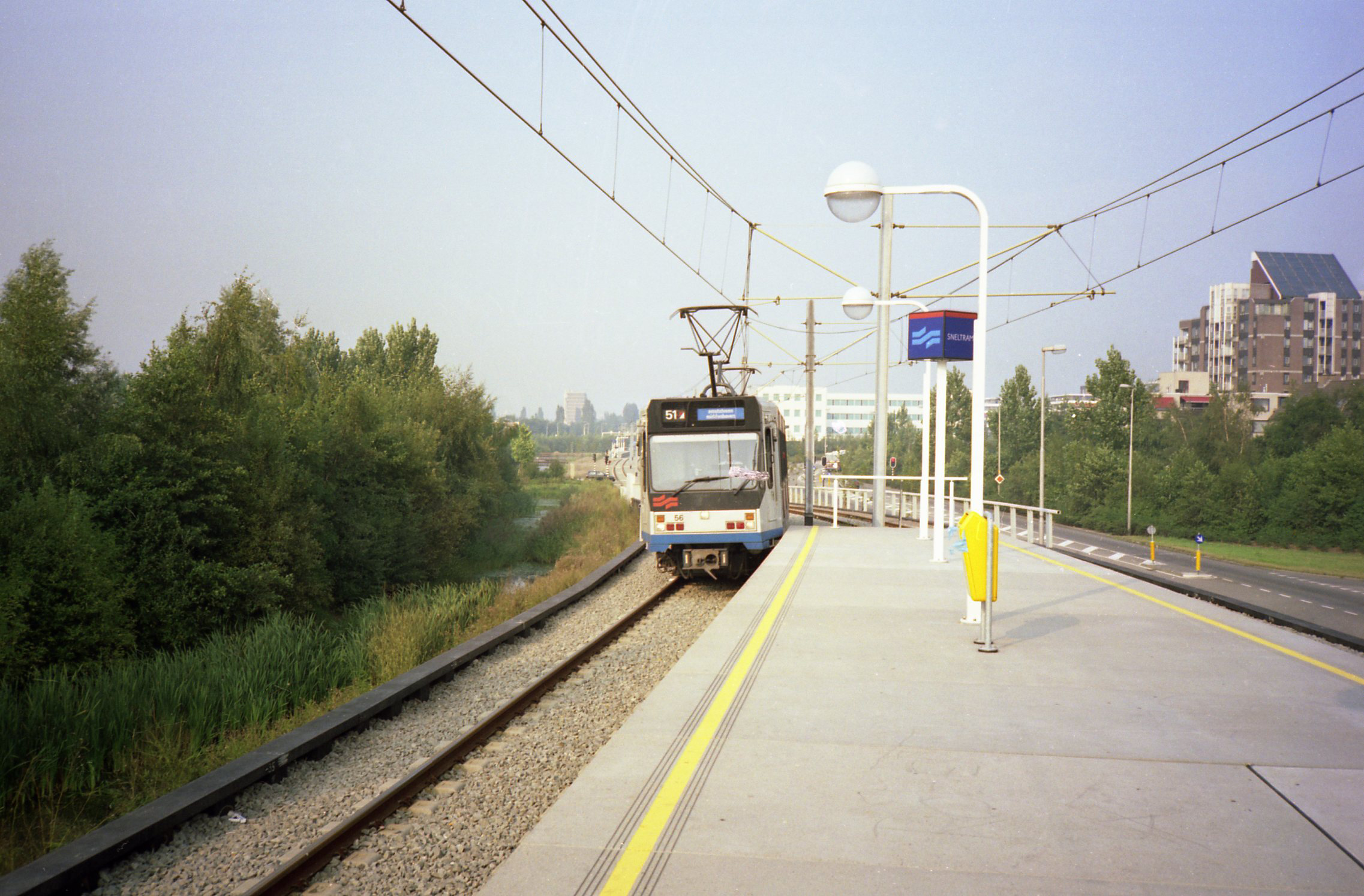
El Sneltram (Tren Ligero) se acerca a la antigua parada, en 1992.
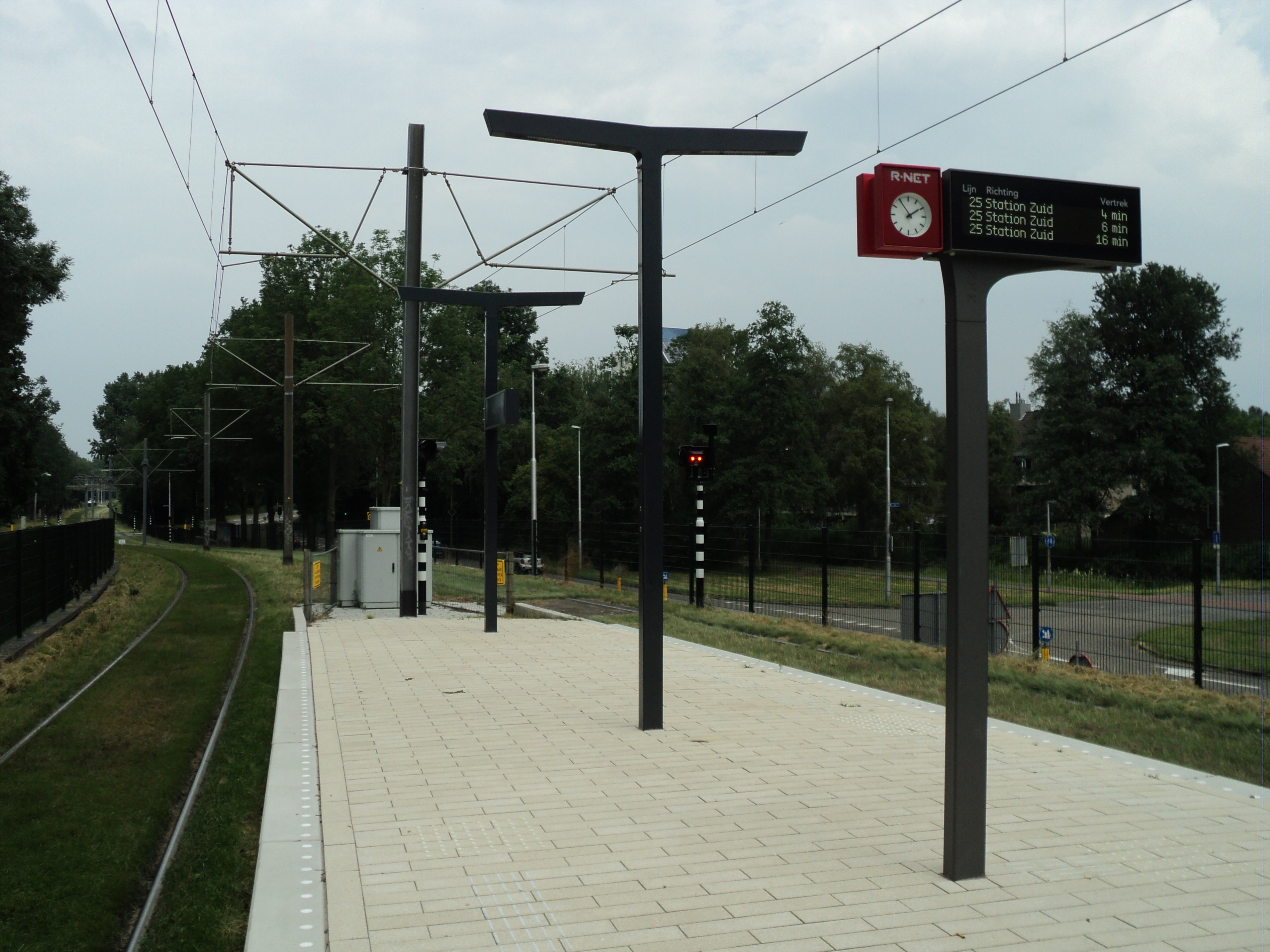
La nueva parada, tomada casi en el mismo lugar unos 30 años después.